# 17023 Abbott
17023 Abbott este un asteroid din centura principală de asteroizi.

## Descriere
17023 Abbott este un asteroid din centura principală de asteroizi. A fost descoperit pe 7 martie 1999 la Reedy Creek de John Broughton. Asteroidul prezintă o orbită caracterizată de o semiaxă mare de 2,42 ua, o excentricitate de 0,12 și o înclinație de 1,9° în raport cu ecliptica.